# 8e brigade d'infanterie (France)
Pour les articles homonymes, voir 8e brigade.
Cet article court présente un sujet plus développé dans : 4e et 122e division d'infanterie.
La 8e brigade d'infanterie est une unité militaire française de la Première Guerre mondiale. Créée en septembre 1873, elle est rattachée initialement à la 4e division d'infanterie. Dispersée fin août 1914 au début de la Première Guerre mondiale, elle est reconstituée en février 1915 et passe en juin 1915 à la 122e division d'infanterie, jusqu'à sa dissolution en septembre 1917.

## Rattachement
- La brigade est créée par le décret du 28 septembre 1873 et fait partie de la 4e division d'infanterie.
- La brigade est mobilisée avec la 4e DI en août 1914[1].
- La brigade est dispersée le 31 août 1914[1].
- Elle est reconstituée en février 1915, rattachée à la 4e DI[1].
- La brigade est détachée à la division d'infanterie provisoire (DIP) Tassin le 11 avril 1915[2].
- La DIP Tassin est renommée DIP Guérin le 11 avril 1915[3].
- Le 15 juin 1915, la 122e division d'infanterie est formée à partir de la DIP Tassin et la 8e brigade quitte son rattachement à la 4e DI et devient rattachée à la 122e DI[1],[4].
- En septembre 1917, les brigades de la 66e DI sont dissoutes et leurs unités versées dans l'infanterie divisionnaire[5].

## Composition

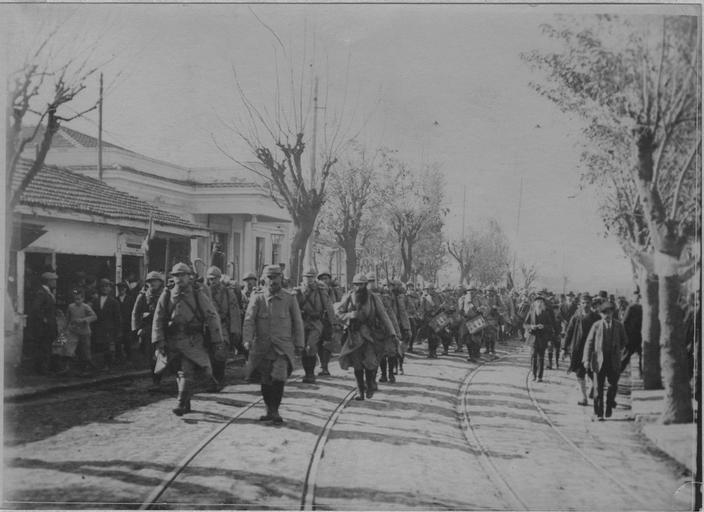
Soldats du quittant Thessalonique pour le front serbe le 6/11/1915.

Initialement, la brigade est constituée du 45e régiment d'infanterie de ligne et du 120e régiment d'infanterie de ligne. En 1876-1877, la brigade est réorganisée avec les 45e et 87e régiments d'infanterie de ligne,.
En 1913, le 148e régiment d'infanterie est rattaché à la 8e brigade, en remplacement du 87e régiment d'infanterie,. La brigade est constituée avec les 45e et 148e RI jusqu'à sa dissolution finale en septembre 1917,.

## Commandants de la brigade
- 1873 - 1876 : général Frémont[11]
- 1877 : général Grémion[12]
- 1878 - 1879 : général de Bellemare[13],[14]
- 1880 - 1882 : général d'Andlau[15],[16],[17]
- 1883 - 1885 : général Mathieu[18],[19],[20]
- 1886 : général de Gislain[21],[22]